# Єжебай
Єжеба́й (каз. Ежебай) — село у складі Каркаралінського району Карагандинської області Казахстану. Входить до складу Жанатоганського сільського округу.
Населення — 58 осіб (2021; 124 у 2009, 214 у 1999, 224 у 1989).
Національний склад станом на 1989 рік:
- казахи — 100 %.

Станом на 1989 рік село називалось Жанатаган.